# Jerry Vale

Größter Erfolg mit
You Don’t Know Me
auf Columbia 40710

Jerry Vale (* 8. Juli 1930 in Bronx, New York als Genaro Louis Vitaliano; † 18. Mai 2014 in Palm Desert, Kalifornien) war ein amerikanischer Sänger der Unterhaltungsmusik mit italienischen Wurzeln, der in den USA in den 1950er bis in die 1970er Jahre mit seinen Schallplatten erfolgreich war.

## Musikalische Laufbahn
Vales Familie hatte italienische Vorfahren, sein Vater arbeitete als Ingenieur bei einer Schachtungsfirma. Zuhause war seine Mutter eine leidenschaftliche Sängerin, die ihren Sohn mit ihrem weiten Repertoire italienischer Volkslieder bekannt machte. Diese Lieder sang Vale den Kunden des Friseurladens vor, denen er dort als Elfjähriger die Schuhe putzte. Wenig später schickten ihn seine Eltern zu einem Musiklehrer, wo er vier Jahre lang Gesangsunterricht erhielt und Klavier spielen lernte. Noch als Schüler begann er in New Yorker Nachtklubs aufzutreten. Als er im Alter von 18 Jahren im New Yorker Yonkers Club Del Rio regelmäßige Auftritte hatte, legte er sich den Künstlernamen Jerry Vale zu. 1951 lernte er den Sänger Guy Mitchell kennen, der ihn ermunterte, dessen Plattenfirma Columbia Demobänder einzuschicken. Diese gelangten in die Hände des damaligen Personalmanagers Mitch Miller, der von Vales Tenorstimme beeindruckt war. Er schloss mit dem 21-Jährigen einen Plattenvertrag ab, und damit begann Vales beeindruckende Schallplattenkarriere bei Columbia, die ungewöhnlich lange über drei Jahrzehnte anhielt.
Am 23. Dezember 1952 nahm Vale seine erste Single auf. Der darauf enthaltene Titel You Can Never Give Me Back My Heart wurde zu seinem ersten Plattenerfolg; er schaffte es im Frühjahr 1953 in die Rubrik Disk Jockeys Pic des Musikmagazins Billboard. Im Oktober 1953 nahm er mit der Big Band von Harry James den Billy-Strayhorn-Titel „Lush Life“ auf. Anfang 1956 hörte Vale in Boston den von Eddy Arnold gesungenen Countrysong You Don't Know Me. Auf sein Drängen hin war Mitch Miller bereit, mit Vale eine Coverversion zu produzieren, die im Mai 1956 auf der Columbia-Single Nr. 40710 veröffentlicht wurde. You Don’t Know Me wurde Vales größter Plattenerfolg, er erreichte in den Billboard-Charts den 14. Platz, die Single verkaufte sich millionenfach. Bis 1958 hatte Vale sechs Titel in den Hitparaden platzieren können. Anschließend hatte er eine Durststrecke zu durchlaufen; erst Ende 1964 kam er mit Have You Looked into Your Heart wieder in die Billboard Hot 100 (Platz 24). Bis 1966 hatte er weitere vier Erfolgstitel, danach musste er, wie viele seiner Kollegen, der British Invasion Tribut zollen und erreichte bis zu seinem Karriereende keine Platzierungen mehr in den Hot 100. In den Adult Contemporary-Charts hatte er aber auch nach 1996 noch einen Stammplatz, bis 1971 wurde er dort weitere 18 Mal notiert, mit der Bestnotierung Rang fünf 1967 für den Titel In the Back of My Heart. Seine letzte Single bei Columbia erschien 1974, nachdem dort über 50 Singles erschienen waren. Hinzu kommen mehr als 20 Langspielplatten, die fast alle in den Billboard LP-Charts notiert wurden. Die erfolgreichste LP wurde Christmas Greetings from Jerry Vale, die 1964 Platz 14 in den LP-Charts erreichte.
Vales Plattenerfolge brachten ihm auch zahlreiche Fernsehauftritte ein, so war er ständiger Gast in der Ed Sullivan Show, sowie in den Fernsehshows von Johnny Carson und Mike Douglas. Ab 1978 trat er als Sänger in mehreren Filmen auf, so zum Beispiel in den auch in Deutschland verbreiteten Streifen Finger - Zärtlich und brutal (1978), GoodFellas – Drei Jahrzehnte in der Mafia (1990) oder Casino (1995).
Einen besonderen Höhepunkt seiner Karriere bescherte Vale seine Liebe zum Baseball. Bereits als Kind hatte er diesen Sport in den Straßen von New York gespielt. Später kaufte er den in Florida ansässigen Minor-League-Baseball-Club Daytona Beach Admirals. Zur Spieleröffnung sang Vale die Nationalhymne The Star-Spangled Banner, die 1963 auch auf Schallplatte gepresst wurde. Diese wurde mit der Goldenen Schallplatte ausgezeichnet, die in der Baseball Hall of Fame in New York ausgestellt wurde.
Im Jahr 2000 veröffentlichte Vale seine Autobiografie mit dem Titel A Singer’s Life. Am 18. Mai 2014 starb er im Alter von 83 Jahren in seinem Haus im kalifornischen Palm Desert.

## Diskografie

### Alben
| Titel                               | Columbia-Nr. | Veröffentlichung |
| ----------------------------------- | ------------ | ---------------- |
| I Have But One Heart                | 8597         | 1962             |
| Arrivederci, Roma                   | 8755         | 1963             |
| The Language of Love                | 8843         | 1963             |
| Till the End of Time                | 8916         | 1964             |
| Be My Love                          | 8981         | 1964             |
| Christmas Greetings from Jerry Vale | 9025         | 1964             |
| Standing Ovation                    | 9073         | 1965             |
| Have You Looked into Your Heart     | 9113         | 1965             |
| There Goes My Heart                 | 9187         | 1965             |
| It’s Magic                          | 9244         | 1966             |
| Great Moments on Broadway           | 9289         | 1966             |
| The Impossible Dream                | 9383         | 1967             |
| Time Alone Will Tell                | 9484         | 1967             |
| You Don’t Have to Say You Love Me   | 9574         | 1968             |
| This Guy’s in Love with You         | 9694         | 1968             |
| Till                                | 9757         | 1969             |
| Where’s the Playground Susie?       | 9838         | 1969             |
| With Love, Jerry Vale               | ?            | 1969             |
| 16 Greatest Hits of the 60’s        | 9982         | 1970             |
| Let It Be                           | 1021         | 1970             |
| The Great Hits of Nat King Cole     | 31147        | 1972             |

### Singles
| A/B-Seite                                                      | Katalog-Nr. | Veröffentlichung |
| -------------------------------------------------------------- | ----------- | ---------------- |
|                                                                | Columbia    |                  |
| You Can Never Give Me Back My Heart / And No One Knows         | 39929       | Januar 1953      |
| For Me / Tired of Dreaming                                     | 39990       | April 1953       |
| A Tear, a Kiss, a Smile / Ask Me                               | 40058       | August 1953      |
| And This Is My Beloved / Two Purple Shadows                    | 40131       | November 1953    |
| I Live Each Day / The Ghost in the Wine                        | 40201       | Februar 1954     |
| Go / I’ll Follow You                                           | 40260       | Mai 1954         |
| Innamorata (Sweetheart) / Second Ending                        | 40634       | Januar 1956      |
| You Don’t Know Me / Enchanted                                  | 40710       | Mai 1956         |
| For You, My Love / Don’t You Know Me Anymore                   | 40880       | März 1957        |
| Love in the Afternoon / I’m Not Ashamed                        | 40941       | Mai 1957         |
| Pretend You Don’t See Her / The Spreading Chestnut             | 41010       | September 1957   |
| Goodbye Now / This Is the Place (& Mary Mayo)                  | 41141       | März 1958        |
| With You / Blue Tears (On a White Wedding Gown)                | 41182       | Mai 1958         |
| Go Chase a Moonbeam / Around the Clock                         | 41238       | August 1958      |
| Me and My Shadow / A Warm Spot                                 | 41314       | Januar 1959      |
| What Do I Care / Prima Donna                                   | 41503       | Oktober 1959     |
| The Dawn of Love (L’Edera) / If                                | 41681       | Mai 1960         |
| Al Di La / Thinking of Your Happiness                          | 42027       | 1961             |
| Another Time, Another Place / If He Leaves You                 | 42201       | 1961             |
| If Ever I Should Leave You / Who Knows                         | 42304       | 1961             |
| Ah, Camminare / One Paradise for Sale                          | 42439       | 1962             |
| That’s the Way It Is / I’ll Never Be Lonely Again              | 42508       | 1962             |
| My Geisha / I Can’t Get You Out of My Heart                    | 42513       | Juli 1962        |
| From the Bottom Of My Heart / Here’s to Us                     | 42637       | November 1962    |
| One More Blessing / Doin’ What I Said I’d Never Do             | 42783       | Februar 1963     |
| Theme for Young Lovers / Old Cape Cod                          | 42826       | Juli 1963        |
| Mala Femmina / Maria Elena                                     | 42872       | September 1963   |
| On and On / The Peking Theme                                   | 42951       | November 1963    |
| The Lights of Roma / As Sure as Night Must Fall                | 42994       | Februar 1964     |
| The Love Goddess / Where Love Has Gone                         | 43105       | Juli 1964        |
| Have You Looked into Your Heart / Andiamo                      | 43181       | November 1964    |
| Tears Keep on Falling / Now                                    | 43252       | März 1965        |
| Where Were You When I Needed You / I Don’t Wanna Go Home       | 43733       | Juni 1965        |
| Deep in Your Heart / If It Isn’t in Your Heart                 | 43413       | September 1965   |
| Big Wide World / Ashamed                                       | 43473       | Dezember 1965    |
| Dommage, Dommage / Promises                                    | 43774       | August 1966      |
| Somewhere / I’ve Lost My Heart Again                           | 43895       | Oktober 1966     |
| In Time / Blame It on Me                                       | 44274       | August 1967      |
| Love Me, The Way I Love You / What a Wonderful World           | 44347       | Oktober 1967     |
| Santa Mouse / Silent Night, Holy Night                         | 44280       | November 1967    |
| My Love, Forgive Me (Amore, Scusami) / I Never Let a Day Go By | 44512       | 1968             |
| The Look of Love / With Penin Hand                             | 44572       | Juni 1968        |
| That Girl Would Be So Pretty / Till Now                        | 44615       | August 1968      |
| There’s a Baby / Where Are They Now                            | 44687       | Oktober 1968     |
| Life / Congratulations, I Guess                                | 44753       | Januar 1969      |
| Fa, Fa, Fa (Live For Today) / Close to Cathy                   | 44823       | April 1969       |
| He Who Loves / Close to You                                    | 44914       | Juni 1969        |
| It’s All in the Game / Stay Awhile                             | 45043       | November 1969    |
| Lovin’ Time / I’ll Never Fall in Love Again                    | 45188       | Juni 1970        |
| Which Way You Goin’ Girl / Moonlight                           | 45407       | Juni 1971        |
| I Found You (Just In Time) / Two Purple Shadows                | 45463       | September 1971   |
| Smile / All I Ever Wanted                                      | 45579       | April 1972       |
| He / If I Give My Heart to You                                 | 45797       | Februar 1973     |
| Free as The Wind / Reason to Believe                           | 45992       | Dezember 1973    |
| If I Could Write a Song / Woman of the World                   | 10042       | 1974             |
| Now Is Forever / Toot Toot Tootsie (Goodbye)                   | Buddah 591  | 1975             |

## Chartplatzierungen

### Alben
| Jahr | Titel Musiklabel Katalog-Nr.                                       | Höchstplatzierung, Gesamtwochen, AuszeichnungChartsChartplatzierungen (Jahr, Titel, Musiklabel Katalog-Nr., Platzierungen, Wochen, Auszeichnungen, Anmerkungen) | Anmerkungen                                           |
| Jahr | Titel Musiklabel Katalog-Nr.                                       | US | Anmerkungen                                           |
| ---- | ------------------------------------------------------------------ | --- | ----------------------------------------------------- |
| 1962 | I Have But One Heart Columbia CL-1797                              | US60 (48 Wo.)US |                                                       |
| 1963 | Arrivederci, Roma Columbia CL-1955                                 | US34 (25 Wo.)US |                                                       |
| 1963 | The Language of Love Columbia CL-2043                              | US22 (35 Wo.)US |                                                       |
| 1964 | Till the End of Time Columbia CL-2116                              | US28 (18 Wo.)US |                                                       |
| 1964 | Be My Love Columbia CL-2181                                        | US26 (22 Wo.)US |                                                       |
| 1965 | Standing Ovation Columbia CL-2273                                  | US55 (18 Wo.)US | live aufgenommen am 30. Mai 1964 in der Carnegie Hall |
| 1965 | Have You Looked into Your Heart Columbia CL-2313                   | US30 (23 Wo.)US |                                                       |
| 1965 | There Goes My Heart Columbia CL-2387                               | US42 (17 Wo.)US |                                                       |
| 1966 | It’s Magic Columbia CL-2444                                        | US38 (17 Wo.)US |                                                       |
| 1966 | Great Moments on Broadway Columbia CL-2489                         | US111 (4 Wo.)US |                                                       |
| 1967 | The Impossible Dream Columbia CL-2583                              | US117 (23 Wo.)US |                                                       |
| 1967 | Time Alone Will Tell Columbia CL-2684                              | US128 (6 Wo.)US |                                                       |
| 1968 | You Don’t Have to Say You Love Me Columbia CL-2774                 | US163 (7 Wo.)US |                                                       |
| 1968 | This Guy’s in Love with You Columbia CS-9694                       | US135 (20 Wo.)US |                                                       |
| 1969 | Till Columbia CS-9757                                              | US90 (12 Wo.)US |                                                       |
| 1969 | Where’s the Playground Susie? Columbia CS-9838                     | US180 (4 Wo.)US |                                                       |
| 1969 | With Love, Jerry Vale Columbia CS-9915/16                          | US193 (2 Wo.)US | Kompilation                                           |
| 1970 | Jerry Vale Sings 16 Greatest Hits of the 60’s Columbia CS-9982     | US196 (2 Wo.)US |                                                       |
| 1970 | Let It Be Columbia CS-1021                                         | US189 (4 Wo.)US |                                                       |
| 1971 | Jerry Vale Sings the Great Hits of Nat King Cole Columbia C-31 147 | US200 (2 Wo.)US |                                                       |

### Singles
| Jahr | Titel Album                           | Höchstplatzierung, Gesamtwochen, AuszeichnungChartsChartplatzierungen (Jahr, Titel, Album, Platzierungen, Wochen, Auszeichnungen, Anmerkungen) | Anmerkungen                                                    |
| Jahr | Titel Album                           | US | Anmerkungen                                                    |
| ---- | ------------------------------------- | --- | -------------------------------------------------------------- |
| 1954 | Two Purple Shadows –                  | US20 (2 Wo.)US |                                                                |
| 1956 | Innamorata (Sweetheart) –             | US30 (12 Wo.)US | mit Percy Faith & His Orchestra                                |
| 1956 | You Don’t Know Me –                   | US14 (24 Wo.)US | mit Percy Faith & His Orchestra aus dem Film Maler und Mädchen |
| 1957 | Pretend You Don’t See Her –           | US45 (13 Wo.)US | mit Percy Faith & His Orchestra Autor: Steve Allen             |
| 1958 | Go Chase a Moonbeam –                 | US60 (7 Wo.)US |                                                                |
| 1964 | Have You Looked into Your Heart –     | US24 (10 Wo.)US |                                                                |
| 1965 | For Mama –                            | US54 (6 Wo.)US | Autoren: Charles Aznavour, Don Black                           |
| 1965 | Tears Keep On Falling –               | US96 (3 Wo.)US |                                                                |
| 1965 | Where Were You When I Needed You –    | US99 (1 Wo.)US |                                                                |
| 1966 | Dommage, Dommage (Too Bad, Too Bad) – | US93 (2 Wo.)US |                                                                |

## Bibliografie
- Jerry Vale: A Singer’s Life. Celebrity Profiles Publishing Co. 2000, ISBN 978-1-57579-176-0.
- The Jazz Discography, West Vancouver, Lord Music Reference, vertrieben über Cadence Jazz Books, Redwood New York.